# 부레병
부레병 (Swim bladder disease)은 관상어, 특히 금붕어에게 자주 발생되는 질병으로,  부레 장애 혹은 플립오버(flipover) 라고도 불린다. 부레병에 걸린 금붕어는 거꾸로 뒤집힌 채 위로 떠오르거나 아래로 가라앉으며 비정상적으로 수영을 하게된다. 예를들어, 몸이 옆으로 뒤집힌 채 수면에 떠 있거나 바닥에 가라앉을 수 있다. 
부레는 물고기의 몸 안에있는 가스로 채워진 기관으로, 정상적인 물고기는 부력을 조절해 힘을 들이지 않고도 특정수심에 머무를수 있게 한다. 부레병에 걸리면 이 기관이 제대로 작동하지 않게되어, 물고기는 균형을 유지하거나 원하는 위치에 머무르는것이 어려워진다. 심할경우 죽음에 이를 수 있다.  

## 원인
부레병은 관상어에서 매우 흔하게 나타나는 질환으로, 부레병은 여러 가지 원인으로 발생할 수 있다. 주요 원인은 신체적 이상,환경적인 요인 (예: 수온이 너무 낮을 때),기계적 문제,근친교배로 인한 유전적 문제 등이 있다. 
특히 금붕어나 베타와 같은 관상어에서 자주 발생하며화려한 외모를 지닌 ’팬시 골드피시(금붕어 품종)’들이 특히 취약하다. 이들은 내장 기생충, 과식, 소화 불량, 높은 질산염 농도, 박테리아 감염, 또는 다른 장기 문제 등 다양한 원인으로 부레에 이상이 생길 수 있다. 
금붕어 중 개량으로 야생어종들 보다 동그랗고 짧아진 몸통의 길이를 가지고 있는 품종(난주,진주린,오란다 등)은 특히 부레병에 취약하다.이러한 선택적 교배를 통해 개량된 어종들은 유전자 스펙트럼이 줄어들어, 질병에 취약함을 나타낸다. 이러한 개량종들의 빵빵한 체형때문에 몸 속 장기들에 이상이 생기며 부레의 기능이 약화되어  부레병에 걸리는 경우도 많을것으로 알려져있다.         
선천적으로 부레가 약하게 태어나 부레병에 걸리는 경우도 있다.          

## 증상
이 질병이 생기면 물고기의 복부가 부풀거나, 척추가 휘는 등 외형상의 변화가 나타나며, 수영 패턴이 불안정해진다.
초기에는 가끔씩 아래 증상이 나타나다가, 시간이 지날수록 점점 심해지는 경우가 많다. 주요 증상은 다음과 같다.
- 수면에서 뒤집힌 채로 떠 있음
- 바닥에 가라앉아 움직이지 못함
- 복부 팽창
- 등과 척추의 비정상적인 굴곡
- 수영이 어려움

## 치료방법
- 초기 대응법: 일반적으로 잘 알려진 민간요법 중 하나는 삶은 완두콩을 먹이는 것이다. 이는 변비 해소에 도움이 되어 몇 시간 내에 효과가 나타날 수도 있다고 알려져 있다. 하지만 정확한 의료적인 근거는 부족하다.
- 소금욕이 부레병에 걸린 물고기의 치료에 효과를 보인다는 민간요법도 있다.

- 수술적 치료: 수의사가 물고기의 부력을 조절하기 위해 부레에 작은 돌을 넣거나, 부레의 일부를 제거하는 수술을 시행할 수도 있다.
- 먹이를 이틀정도 끊고, 사료를 조금씩만 급여하는것이좋다.(실제로 부레병에 걸린 물고기의 사료급여를 중단했을때 증상이 호전되는 경우가 많다고 한다)

- 환경 관리:
  - 수조를 깨끗하게 유지하기
  - 수온을 약간 높여서 소화를 돕기
  - 영양가 있는 사료를 급여하기

치료방법이 이라고 알려진 방법이 존재하지만 일반적으로 부레병을 완치하는 방법은 없다. 부레병은 호전되었다고해도 수온이나 수질 중 조금이라도 문제가 발생하거나, 이러한 문제가 없이 잘 관리해준다고 해도 어느순간 다시 해당 증상이 나타나는 경우가 많다.

## 예방방법
부레병을 예방하기 위해서는 다음의 세 가지를 꾸준히 관리하는 것이 중요하다.  
1. 수조를 가능한 한 청결하게 유지할 것
2. 수온을 평소보다 약간 높게 유지할 것  (물고기의 소화를 도와줌)
3. 영양가가 높은 사료를 급여할 것
4. 가능한 큰 수조에서 물고기 사육하기 (소화불량을 예방하는데 효과)
5. 갑작스러운 수온 변화를 만들지 않도록 주의하기
6. 사료를 많이 급여하지 않기

이 여섯가지 방법을 잘 유지하면, 물고기가 부레병에 걸릴 가능성을 크게 줄일 수 있는것으로 알려져있다. 

## 주의사항
부레병은 전염성이 없다. 다른물고기에게 옮겨지지않지만, 환어를 부리수조에 따로 격리시켜 치료 및 관찰을 하는것이 회복에 도움이 된다. 또 수조안의 돌, 장식품, 식물등은 제거하여 물고기가 부딪히지않고 편하게 쉴 수 있도록 해주는것이 좋다.